# MIS CAST
『MIS CAST』（ミス・キャスト）は、沢田研二の18作目となるオリジナル・アルバム。
1982年12月10日にポリドール （現ユニバーサルミュージック）からLP盤でリリースされた。
その後CD化され、1991年と1996年に東芝EMI、また2005年にはユニバーサルミュージックから再リリースされている。

## 解説
全曲を井上陽水が手がけたことが話題となった。当時、井上が語ったところによると、最初はメロディーだけ1、2曲提供してほしいとの依頼だったものを「ジュリーに提供するんだったら詞も書きたい」と井上が逆提案、「そのための曲作りを始めたら10曲程すぐ出来上がった。何が作り易かったって、自分の曲を書く時と違い『いやぁ、今日もモテてモテて』という歌詞が書けるから」という理由で曲が揃い、アルバム全曲が井上の手によるものとなった。
演奏はEXOTICS、編曲はムーンライダーズの白井良明（「ミスキャスト」のみ、同じムーンライダーズの岡田徹）が手掛けた。
本作から翌年1月1日にシングルカットされた「背中まで45分」がシングルになった経緯は「歌って気持ち良い」という理由で沢田が推したためだがセールスは振るわず、自身のラジオ番組内で「僕が推す曲は売れない」と語っていた（シングル・ヴァージョンの編曲は吉田建）。
「背中まで45分」「チャイニーズフード」はデモテープ音源のままアルバム『LION & PELICAN』、「A.B.C.D」はアルバム『9.5カラット』、「ジャスト フィット」「ミスキャスト」はライブ・アルバム『クラムチャウダー』で井上がセルフカバー。

## 収録曲
- 全作詞・作曲：井上陽水／編曲：白井良明（特記以外）

1. News
2. デモンストレーションAir Line
3. 背中まで45分
4. Darling
5. A.B.C.D.
6. チャイニーズフード
7. How Many "Good Bye"
8. 次のデイト
9. ジャスト フィット
10. ミスキャスト
  - 編曲：岡田徹

## 参加ミュージシャン
- 沢田研二 - リードボーカル
- エキゾティクス
  - 吉田建
  - 上原裕
  - 柴山和彦
  - 安田尚哉
  - 西平彰